# Фрикатив
Фрикатив је врста сугласника који настаје форсирањем ваздуха кроз уски канал, који се формира, нпр. између језика и зуба или непца. У српском језику фрикативи су гласови с, з, ш, ж, ф и х.